# 幻冬社文庫
もしかして
- 幻冬舎文庫

ではありませんか？